# 戦争科学の基礎
『戦争科学の基礎』(The Foundations of the Science of War)とは、1926年にイギリスの軍事学者、ジョン・フレデリック・チャールズ・フラーにより示された軍事学の研究である。
1878年に生まれたフラーはイギリス陸軍の将校であり、機甲戦についての研究『大戦における戦車』や晩年に書かれた制限戦争の指導について論じた『制限戦争指導論』で知られている。本書はフラーが帝国参謀本部に軍事顧問として勤務していた時期に発表された。それまでのフラーの研究を総合して戦争研究の理論的な基礎の提供を目指している。

## 構成
本書は15の章立てから成り立っている：
1. 戦争の錬金術
2. 科学の方法
3. 三つの構成秩序
4. 戦争の目的
5. 戦争の手段
6. 戦争の精神的領域
7. 戦争の道徳的領域
8. 戦争の物理的領域
9. 戦争の条件
10. 兵力節約の法則
11. 戦争の原則
12. 支配の原則
13. 強制の原則
14. 抵抗の原則
15. 戦争科学の適用

フラーは戦争の領域を
- 精神的領域 (mental sphere)
- 道徳的領域 (moral sphere)
- 物理的領域 (physical sphere)

の3つに区分し、それぞれの領域に属する戦争の原理を考察して、不変的な戦いの原則を導き出している。すなわち
- 理性・意志 - 精神的領域を構成する
- 道徳・勇気 - 道徳的領域に含まれる
- 機動・攻勢・防勢 - 物理的領域に存在する

これらの要素をまず個別に分析する。そしてそれぞれの領域から3つの原則を導き出し、総じて9つの原則を明らかにし、次のように命名した：
- 志向 (direction) の原則
- 集中 (concentration) の原則
- 配分 (distribution) の原則
- 決断 (determination) の原則
- 奇襲 (surprise) の原則
- 耐久 (endurance) の原則
- 機動 (mobility) の原則
- (offensive action) の原則
- 警戒 (security) の原則

以上がフラーの理論の中心に位置づけられる戦いの原則を構成する諸原則である。この諸原則は支配・強制・抵抗という軍事行動に適用されている。

## 文献
- J. F. C. Fuller, The Foundations of the Science of War, London: Hutchinson&Co.(Publishers), LTD. PATERNOSTER ROW, E.C.